# Гелен Джейкобс
Гелен Джейкобс (англ. Helen Jacobs; 6 серпня 1908 — 2 червня 1997) — колишня американська тенісистка.
Найвищу одиночну позицію світового рейтингу — 1 місце (за А. Воллісом Маєрсом) досягла 1936 року.
Перемагала на турнірах Великого шолома в одиночному, парному та змішаному парному розрядах.
Завершила кар'єру 1947 року.

## Фінали турнірів Великого шолома

### Одиночний розряд (5–11)
| Результат | Рік  | Турнір                         | Покриття | Суперниця                  | Рахунок               |
| --------- | ---- | ------------------------------ | -------- | -------------------------- | --------------------- |
| Поразка   | 1928 | Національний чемпіонат США     | Трава    | Гелен Віллс                | 2–6, 1–6              |
| Поразка   | 1929 | Вімблдонський турнір           | Трава    | Гелен Віллс                | 1–6, 2–6              |
| Поразка   | 1930 | Чемпіонат Франції              | Ґрунт    | Гелен Віллс Муді           | 2–6, 1–6              |
| Поразка   | 1932 | Вімблдонський турнір           | Трава    | Гелен Віллс Муді           | 3–6, 1–6              |
| Перемога  | 1932 | Національний чемпіонат США     | Трава    | Каролін Бабкок             | 6–2, 6–2              |
| Перемога  | 1933 | Національний чемпіонат США (2) | Трава    | Гелен Віллс Муді           | 8–6, 3–6, 3–0 retired |
| Поразка   | 1934 | Чемпіонат Франції              | Ґрунт    | Марґарет Скрайвен          | 5–7, 6–4, 1–6         |
| Поразка   | 1934 | Вімблдонський турнір           | Трава    | Дороті Раунд               | 2–6, 7–5, 3–6         |
| Перемога  | 1934 | Національний чемпіонат США (3) | Трава    | Сара Палфрі-Кук            | 6–1, 6–4              |
| Поразка   | 1935 | Вімблдонський турнір           | Трава    | Гелен Віллс Муді           | 3–6, 6–3, 5–7         |
| Перемога  | 1935 | Національний чемпіонат США (4) | Трава    | Сара Палфрі-Фаб'ян         | 6–2, 6–4              |
| Перемога  | 1936 | Вімблдонський турнір           | Трава    | Гільде Кравінкель-Сперлінг | 6–2, 4–6, 7–5         |
| Поразка   | 1936 | Національний чемпіонат США     | Трава    | Еліс Марбл                 | 6–4, 3–6, 2–6         |
| Поразка   | 1938 | Вімблдонський турнір           | Трава    | Гелен Віллс                | 4–6, 0–6              |
| Поразка   | 1939 | Національний чемпіонат США     | Трава    | Еліс Марбл                 | 0–6, 10–8, 4–6        |
| Поразка   | 1940 | Національний чемпіонат США     | Трава    | Еліс Марбл                 | 2–6, 3–6              |

### Жіночий парний розряд (3–6)
| Результат | Рік  | Турнір                               | Покриття | Партнерка          | Суперниці                                | Рахунок       |
| --------- | ---- | ------------------------------------ | -------- | ------------------ | ---------------------------------------- | ------------- |
| Поразка   | 1931 | Національний чемпіонат США           | Трава    | Дороті Раунд       | Бетті Натголл Ейлін Беннетт-Віттінґстолл | 2–6, 4–6      |
| Поразка   | 1932 | Вімблдонський турнір                 | Трава    | Елізабет Раян      | Доріс Метакса Жосан Сіґар                | 4–6, 3–6      |
| Перемога  | 1932 | Національний чемпіонат США           | Трава    | Сара Палфрі-Кук    | Еліс Марбл Марджорі Моррілл              | 8–6, 6–1      |
| Поразка   | 1934 | Відкритий чемпіонат Франції з тенісу | Ґрунт    | Сара Палфрі        | Сімонн Матьє Елізабет Раян               | 6–3, 4–6, 2–6 |
| Перемога  | 1934 | Національний чемпіонат США           | Трава    | Сара Палфрі        | Каролін Бабкок Дороті Ендрюс             | 4–6, 6–3, 6–4 |
| Перемога  | 1935 | Національний чемпіонат США           | Трава    | Сара Палфрі-Фаб'ян | Каролін Бабкок Дороті Ендрюс             | 6–4, 6–2      |
| Поразка   | 1936 | Вімблдонський турнір                 | Трава    | Сара Палфрі-Фаб'ян | Фреда Джеймс Кей Стаммерс                | 2–6, 1–6      |
| Поразка   | 1936 | Національний чемпіонат США           | Трава    | Сара Палфрі-Фаб'ян | Марджорі Ґладман Каролін Бабкок          | 7–9, 6–2, 4–6 |
| Поразка   | 1939 | Вімблдонський турнір                 | Трава    | Біллі Йорк         | Еліс Марбл Сара Палфрі-Фаб'ян            | 1–6, 0–6      |

### Мікст (1–1)
| Результат | Рік  | Турнір                     | Покриття | Партнер       | Суперник і суперниця         | Рахунок         |
| --------- | ---- | -------------------------- | -------- | ------------- | ---------------------------- | --------------- |
| Поразка   | 1932 | Національний чемпіонат США | Трава    | Елсворт Вайнс | Сара Палфрі-Кук Фред Перрі   | 3–6, 5–7        |
| Перемога  | 1934 | Національний чемпіонат США | Трава    | Джордж Лот    | Елізабет Раян Лестер Стоуфен | 4–6, 13–11, 6–2 |

## Часова шкала турнірів Великого шлему в одиночному розряді
| W | Ф | ПФ | ЧФ | #Р | КТ | К# | DNQ | A | NH |

R = турнір обмежувався внутрішнім чемпіонатом Франції й відбувався під німецькою окупацією.
| Турнір               | 1925  | 1926  | 1927  | 1928  | 1929  | 1930  | 1931  | 1932  | 1933  | 1934  | 1935  | 1936  | 1937  | 1938  | 1939  | 1940  | 1941  | Career SR |
| -------------------- | ----- | ----- | ----- | ----- | ----- | ----- | ----- | ----- | ----- | ----- | ----- | ----- | ----- | ----- | ----- | ----- | ----- | --------- |
| Чемпіонат Австралії  |       |       |       |       |       |       |       |       |       |       |       |       |       |       |       |       | NH    | 0 / 0     |
| Чемпіонат Франції    |       |       |       |       |       | Ф     | ЧФ    | ЧФ    | ПФ    | Ф     | ПФ    |       | ЧФ    |       |       | NH    | R     | 0 / 7     |
| Вімблдонський турнір |       |       |       | 3р    | Ф     | ЧФ    | ПФ    | Ф     | ПФ    | Ф     | Ф     | П     | ЧФ    | Ф     | ЧФ    | NH    | NH    | 1 / 12    |
| Чемпіонат США        | 2р    |       | ПФ    | Ф     | ПФ    |       | ЧФ    | П     | П     | П     | П     | Ф     | ПФ    | 3р    | Ф     | Ф     | ПФ    | 4 / 15    |
| SR                   | 0 / 1 | 0 / 0 | 0 / 1 | 0 / 2 | 0 / 2 | 0 / 2 | 0 / 3 | 1 / 3 | 1 / 3 | 1 / 3 | 1 / 3 | 1 / 2 | 0 / 3 | 0 / 2 | 0 / 2 | 0 / 1 | 0 / 1 | 5 / 34    |